# Sé Catedral de Viana do Castelo
A Sé Catedral de Viana do Castelo, também designada por Igreja de Santa Maria Maior, Igreja Paroquial de Viana do Castelo, Sé de Viana do Castelo e Igreja Matriz de Viana do Castelo, é uma igreja  fortaleza católica construída no século XV que preserva o caracter românico, estando localizada no centro da cidade de Viana do Castelo, em Portugal.
Está classificada como Imóvel de Interesse Público desde 1953.

## Descrição sintética
A sua fachada é ladeada por duas grandes torres encimadas por ameias, destacando-se o seu belo portal gótico com arquivoltas com cenas esculpidas da Paixão de Cristo e esculturas dos Apóstolos. 
Planta em cruz latina composta por três naves escalonadas com quatro arcos, tendo capelas laterais de diferentes dimensões, transepto de braços bastante prolongados e cabeceira constituída por capela-mor retangular.
No interior, encontram-se as capelas de São Bernardo (de Fernão Brandão) e a capela do Santíssimo Sacramento, atribuída ao pedreiro João Lopes, o Velho.

## Ver também

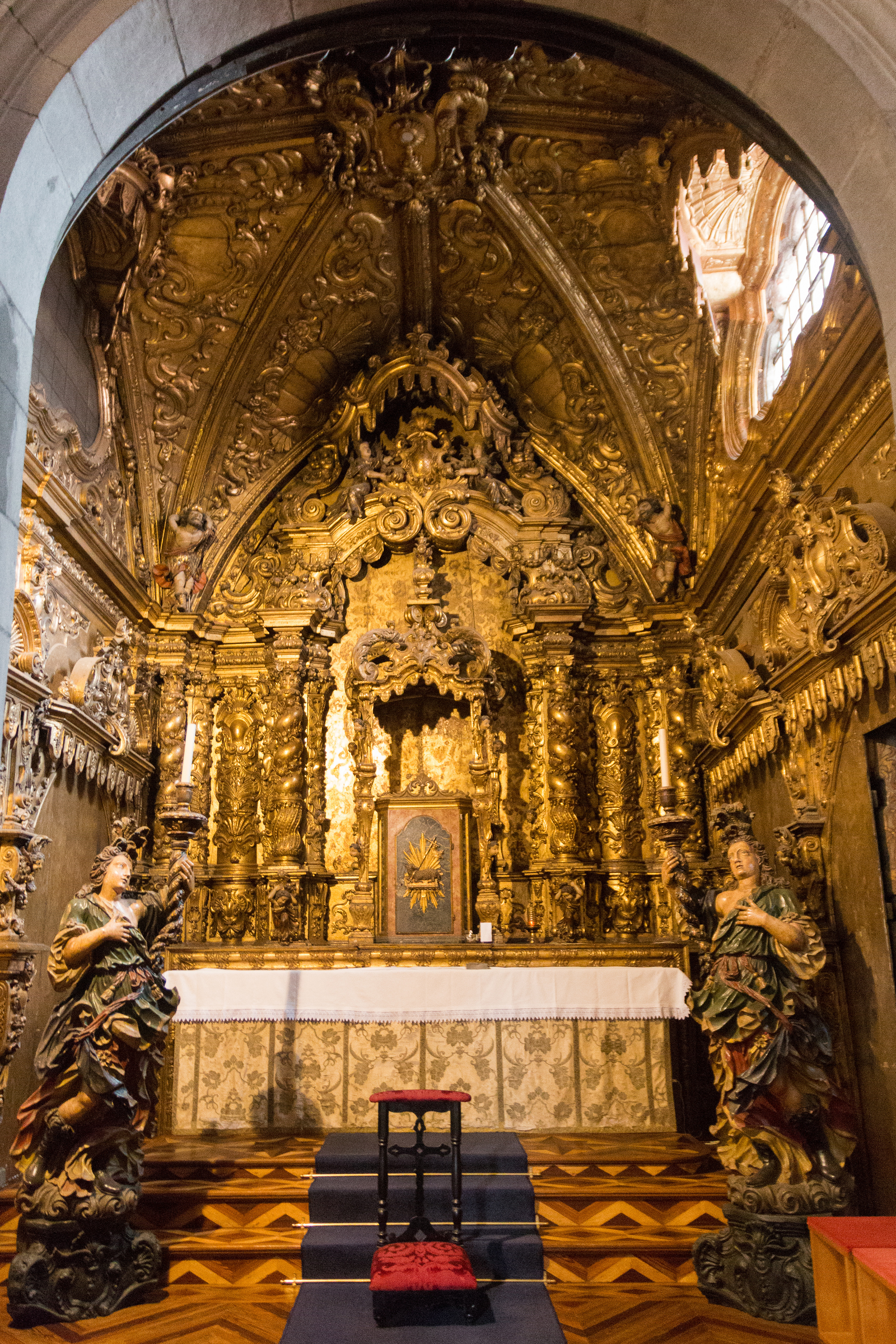
Capela do Santíssimo